# AngoSat-1
AngoSat-1 est un satellite de télécommunications construit par la société russe RKK Energia et opéré par l'Institut national pour la promotion de la société de l'information en Angola. Positionné à 14° est sur l'orbite géostationnaire, il est lancé le 26 décembre 2017 mais après de multiples problèmes techniques, le satellite a été déclaré perdu par le gouvernement angolais 4 mois plus tard.

## Histoire
En 2009 entre l'Angola et la Russie passe un accord pour la construction et le lancement d'un satellite de télécommunication ainsi que la construction d'une station au sol pour opérer ce satellite, le tout pour un montant avoisinant les 280 millions de dollars,,. Cet investissement est essentiellement financé par un emprunt auprès de l'agence de Crédit-export russe (dites Ruseximbank). La construction en elle-même débute en 2015.
AngoSat-1 devait initialement être tiré par Sea Launch dont RKK Energia est l'actionnaire principal. Mais Sea Launch connait d'importantes difficultés financières et en 2016 RKK Energia signe un accord commercial avec S7 Airlines et le bureau d'études Ioujnoïe pour la reprise des activités et le tir est reprogrammé sur une fusée Zenit 3F (fabriquée par l'ukrainien Ioujnoïe) depuis Baïkonour. Le tir a lieu le 26 décembre 2017 et le satellite qui ne dispose pas de moteur d'apogée est injecté directement sur une orbite géostationnaire quasiment neuf heures après le tir (La séparation a précisément lieu après huit heures, cinquante-quatre minutes et quarante-trois secondes).
Seize heures après le lancement le contact avec le satellite est perdu, le contrôle au sol ne reçoit plus aucun message (plus aucune télémétrie) de sa part. La panne est survenue lors du déploiement des panneaux solaires, où les batteries n'ont plus été en mesure de fournir l'énergie nécessaire au satellite. Néanmoins les panneaux solaires déployés ont permis aux batteries de se recharger et le 28 décembre les communications entre le satellite et le sol ont pu être restaurées. D'après Interfax la panne serait due à des incompatibilités matérielles entre la plate-forme russe et la charge utile française. Une fois la communication rétablie, les ingénieurs de RKK Energia affirment que tous les paramètres observables du satellite sont normaux . Par la suite le satellite continue de dériver vers l'est, où se situe sa destination. Néanmoins le 9 janvier 2018 des observateurs indépendants notent qu'il a dépassé cette longitude de destination et qu'il continue de dériver vers l'est. Six jours plus tard RKK Energia communique à propos d'un problème d'alimentation électrique, et qu'en continuant à dériver il ne serait plus visible par le centre de contrôle de Korolev (où se situent les principales installations de RKK Energia). L'opérateur prend la décision de laisser dériver le satellite jusqu'à ce qu'il redevienne visible, ce qui est prévu pour la mi-avril 2018, pour tenter de repositionner correctement le satellite.
Une fois à poste et pleinement opérationnel, le satellite sera opéré par l'Institut national pour la promotion de la société de l'information en Angola (l'INPSIA), organe du ministère angolais des télécommunications et des technologies de l'information. Il le fera via un centre de contrôle construit pour l'occasion à Luanda pendant une durée espérée d'au moins quinze ans depuis une position de 14° est. Le centre de contrôle russe de RKK Energia à Korolev servira de centre de contrôle secondaire. Infrasat, filiale d'Angola Telecom, assure la commercialisation des services fourni par AngoSat-1, tant en Angola qu'à l'international.
Le 23 avril 2018, le gouvernement angolais a annoncé la perte du satellite.

## Caractéristiques
RKK Energia a construit AngoSat-1 à partir d'une plate-forme USP (en) (pour Universal Space Platform) notamment utilisée pour les satellites de télécommunication russes de la constellation Yamal de Gazprom Space Systems. Le satellite est d'une masse relativement faible pour un satcom géostationnaire, seulement 1 647 kg au lancement. Le maintien à poste est assuré pas un système de propulsion plasmique composé de huit moteurs à effet Hall SPT-70.
Sa charge utile est fournie par Airbus Defence and Space et est constituée de seize répéteurs en bande C et six en bande Ku. Pour comparaison, le satellite Sky-Brasil 1, un autre satellite de télécommunication géostationnaire lancé en 2017, pesait environ 6 000 kg au décollage (environ quatre fois plus lourd qu'AngoSat-1) pour un total de cent-deux répéteurs (en bandes Ka et Ku).